# Lithofiel element
Een lithofiel element is een scheikundig element dat voorkeur heeft zich met zuurstof  of silicium te verbinden, in plaats van met zwavel. Deze elementen zijn daardoor vaak gebonden in silicaten in plaats van in sulfiden. Ze zijn incompatibel in de aardmantel en aardkern en daarom voornamelijk te vinden in de aardkorst.
Lithofiele elementen zijn: aluminium, astaat, boor, barium, beryllium, broom, calcium, chloor, chroom, cesium, fluor, jodium, hafnium, kalium, lithium, magnesium, mangaan, natrium, niobium, zuurstof, rubidium, scandium, silicium, strontium, tantaal, thorium, titanium, uranium, vanadium, yttrium, zirkonium, wolfraam, en alle zeldzame aarden.